# Cacia vermiculata
Cacia vermiculata es una especie de escarabajo longicornio del género Cacia, subfamilia Lamiinae. Fue descrita científicamente por Heller en 1923.
Se distribuye por Filipinas. Mide 11-13 milímetros de longitud. El período de vuelo ocurre en el mes de abril.